# Зинза (язык)
Зинза (Dzinda, Dzindza, Echidzindza, Echijinja, Ecizinza, Jinja, Kizinza, Omuchizinza, Zinja) — язык банту, на котором говорят на Южном Береге озера Виктория в Танзании. У языка есть диалекты кула и лонго. Лексическая схожесть языка: 81 % с ньямбо и ньянкоре, 78 % с кереве, 75 % с чига, 67 % с ньоро и тооро. На других территориях Виктории, возможно, население перешло на язык сукума. Также население говорит на суахили, а некоторые даже на сукума.